# Газизова, Карина Ринатовна
Газизова Карина Ринатовна (24 мая 1985, Ленинград) — аниматор, режиссёр, художник-постановщик.

## Биография
Родилась в Ленинграде 24 мая 1985 года. Отец — художник-мультипликатор, режиссёр Ринат Загидуллович Газизов; мать — Татьяна Алексеевна Газизова (Галютёва). В возрасте 17 лет вместе с семьёй переехала в Лос-Анджелес, США.
Училась в художественной школе № 190 (Санкт-Петербург, 1998—2002), Laguna College of Art and Design (Лос-Анджелес, США, 2004—2008), Gobelins School of the Image (Париж, Франция, 2010—2013).
Занималась анимацией с 1998 года, в детстве сняла несколько любительских мультфильмов: «Том и Джерри», «Неваляшка», «С днём рождения», «Чёрное и белое».

## Фильмография

### Режиссёр
- 2004 — Ленивая песня
- 2005 — Аляска
- 2006 — Перестарался
- 2007 — Моё любимое домашнее животное
- 2007 — Глобальное потепление
- 2008 — Пора идти
- 2010 — Шарфик

### Аниматор
- 2004 — Ленивая песня
- 2005 — Аляска
- 2006 — Перестарался
- 2007 — Моё любимое домашнее животное
- 2007 — Глобальное потепление
- 2008 — Пора идти
- 2008 — Похождения бравого солдата Швейка
- 2010 — Шарфик

### Призы и премии
- 1999 — «ТАРУСА» Русский анимационный фестиваль, Москва, Россия — «Самый смешной студенческий фильм» («Том и Джери»)
- 2000 — «ZOIE» Анимационный фестиваль, США — приз за фильмы «Том и Джери» и «С днём рождения»
- 2001 — «GOLD FISH» Интернациональный фестиваль анимационных фильмов, Москва, Россия — Приз от жюри («Любовь и медведи»)
- 2002 — «GOLD FISH» Интернациональный фестиваль анимационных фильмов, Москва, Россия — «Лучший детский анимационный фильм» («Неваляшка»)
- 2006 — фестиваль «LCAD», Лагуна Бич, Калифорния — «Лучшее» («Overshoot»)
- 2007 — фестиваль «LCAD», Лагуна Бич, Калифорния — «Лучшее» («My lovely pet»)
- 2008 — фестиваль «LCAD», Лагуна Бич, Калифорния — «Лучшее» («Time to go»)
- 2009 — фестиваль «LCAD», Лагуна Бич, Калифорния — «Лучший анимационный фильм» («Шарфик»)
- 2010 — «Золотой орёл» — «Победитель» («Шарфик»)
- 2010 — Эдгемар Короткометражный КиноФильм Фестиваль — Приз «Лучший Фильм, Лучший Режиссёр, Лучшая Операторская работа», фильм «Шарфик»
- 2010 — Озеро Арроухед КиноФильм Фестиваль — Приз «Лучший Анимационный Фильм: Серебряный приз», фильм «Шарфик»
- 2010 — Фоллбрук Кино Фильм Фестиваль — Приз «Лучший анимационный Фильм», фильм «Шарфик»
- 2010 — Дельта ИнтернационалФильм и Видео Фестиваль — Приз «Лучший анимационный Фильм», фильм «Шарфик»
- 2010 — Да Винчи КиноФильм Фестиваль — Приз «Лучшая Анимационная Драма», фильм «Шарфик»
- 2010 — Рено КиноФильм Фестиваль — Приз «Премия Выбора Аудитории: Лучший Анимационный Фильм», фильм «Шарфик»
- 2010 — Мировая Музика и Независимый Фильм Фестиваль — Приз «Номинация: Лучший Студенческий Фильм, Лучший Сценарий в Студенческом Фильме», фильм «Шарфик»
- 2010 — Аубурн интер. Фильм Фестиваль для Детей — Приз «ПРЕМИЯ ЧЕСТИ- Финалист», фильм Шарфик «Шарфик»
- 2010 — Будиский Кинофестиваль- Шри Ланка — Приз «Победитель», фильм «Шарфик»
- 2010 — Сеул инт Фестиваль — Приз «Специальный Приз жюри: Лучший Студенческий Короткий Фильм», фильм «Шарфик»
- 2010 — Северная Каролина Награждение Фильмов — Приз «Наиболее престижное награждение», фильм «Шарфик»
- 2011 — Ворлд Мьюзик энд Индепендент Филм Фестиваль — Приз « Лучший Студенческий Фильм», фильм «Шарфик»